# Meer van Salagou
Het Meer van Salagou (Lac du Salagou) is een meer in het Franse departement Hérault. Het is een stuwmeer van de rivier de Salagou en ligt op 140 meter hoogte.
Aan het meer liggen de plaatsen Clermont-l'Hérault (in het oosten), Liausson (in het zuiden), Octon (in het westen) en Celles (in het noorden).
Het project startte in 1950. In 1964 begon de bouw van de stuwdam en in 1968 was het meer gevuld. Het stuwmeer draagt bij aan de bescherming van de vallei van de Hérault en de irrigatie van de landbouwgebieden in de buurt.

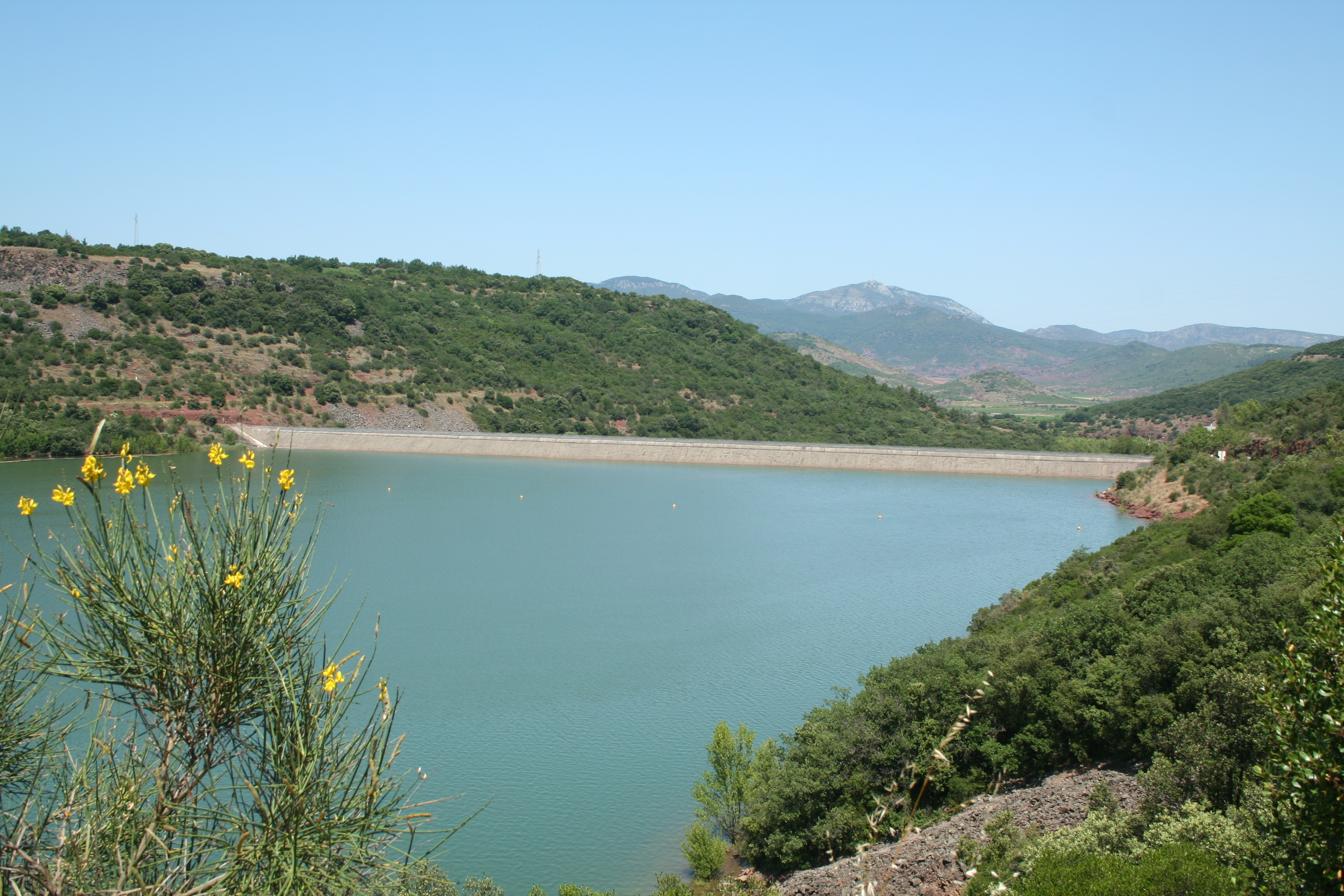